# Riflessione diffusa

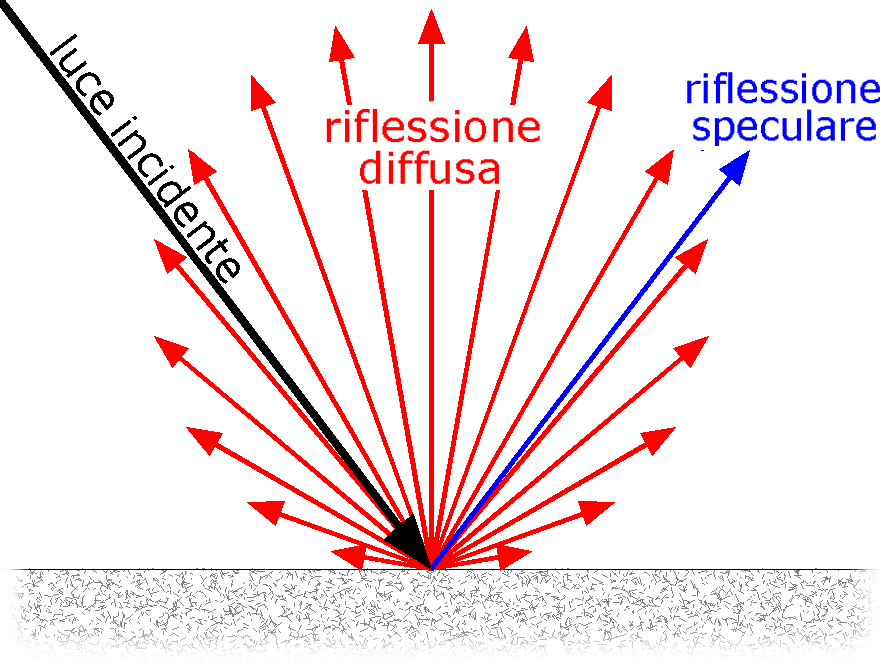
Riflessione diffusa e speculare da una superficie lucida, per esempio marmo bianco levigato.

La riflessione diffusa della luce da parte di una superficie è una riflessione non speculare, in cui cioè un raggio di luce che incide sulla superficie non viene rimandato indietro ad un angolo determinato, ma viene diffuso su molte direzioni che possiamo descrivere come casuali. Un diffusore ideale (con riflettanza lambertiana) riflette la luce omogeneamente in tutte le direzioni.
Un oggetto fatto da particelle che non assorbono la luce, come il gesso, o da fibre incolori, come la carta, o da un materiale policristallino, come il marmo di Carrara, riesce a riflettere indietro quasi tutta la luce che riceve, ma in maniera diffusa, non specularmente. 
Gran parte degli oggetti che vediamo tutti i giorni riflettono diffusamente la luce, bianca o colorata, tanto che si può dire che la riflessione diffusa è di gran lunga il meccanismo più importante con cui gli oggetti si rivelano al nostro occhio.

## Meccanismi di riflessione

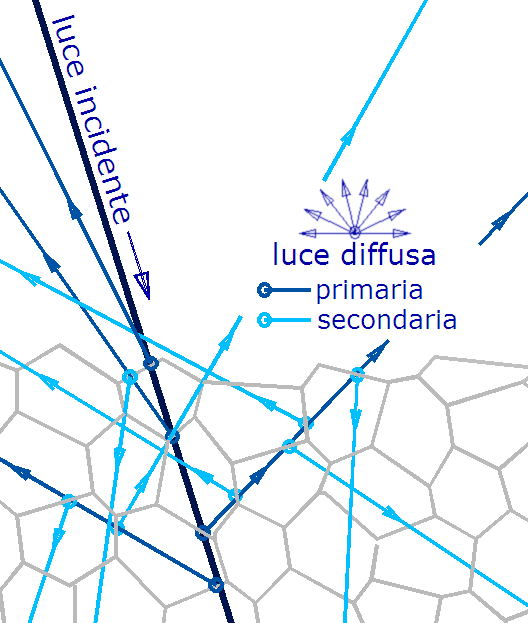
Meccanismo di diffusione della luce da parte di una superficie solida (i processi di rifrazione non sono raffigurati).

### Riflessione diffusa
La riflessione diffusa non è dovuta, come talvolta si dice, al fatto che la superficie non è perfetta: un pezzo di marmo di Carrara, anche se perfettamente levigato e lucidato, rimane sempre bianco, e non diventa mai uno specchio. In realtà la luce diffusa che ci ritorna dall'oggetto non viene solo dalla sua superficie, ma anche e soprattutto dal suo interno, dai primi strati al di sotto della superficie, come illustra la figura, che presenta uno schema del meccanismo generale con cui le superfici bianche diffondono la luce.
Immaginiamo che la figura rappresenti della neve, e che i poligoni rappresentino i piccoli cristalli di ghiaccio (trasparente) che la formano. Il raggio di luce che entra si riflette parzialmente (qualche percento) sul primo granello, vi entra un po' indebolito e si va poi a riflettere sull'interfaccia con il secondo cristallino, vi entra, si riflette sull'interfaccia successiva, e così via. Ogni interfaccia tra i cristallini dà una piccola riflessione ad un angolo casualmente diverso. Ognuno di questi raggi diffusi "primari" subisce poi lo stesso tipo di riflessioni camminando nell'oggetto, dando luogo a un gran numero di raggi diffusi "secondari" più deboli, che poi ne genereranno di "terziari" e così via. Prima o poi, se il materiale non assorbe la luce, tutta questa miriade di raggi torneranno alla superficie, uscendone in direzioni ormai casuali. Il risultato è che riotteniamo indietro, sparsa su tutte le direzioni, tutta la luce che avevamo mandato, e che quindi possiamo dire che la neve è bianca, nonostante che essa sia costituita da oggetti trasparenti (cristalli di ghiaccio).  
Abbiamo parlato di "riflessioni" alle interfacce per semplicità e anche perché nel caso della neve i cristallini di ghiaccio sono abbastanza grandi, separati e regolari da poter dare delle riflessioni. Nella maggior parte dei casi, invece, ad ogni interfaccia si ha una diffusione (scattering), se le dimensioni della superficie o le sue irregolarità sono confrontabili con la lunghezza d'onda della luce, ma il discorso non cambia.
Il meccanismo esposto è molto generale, perché quasi tutti gli oggetti che ci circondano sono fatti di materiali "non monolitici". I minerali sono di solito policristallini: possiamo descriverli come un mosaico tridimensionale di cristallini cementati fra di loro. I materiali organici sono composti da fibre o da cellule, con le loro pareti e con una struttura interna complessa e non omogenea: ogni interfaccia, disomogeneità o imperfezione può deviare, riflettere o diffondere la luce, riproducendo così lo schema che abbiamo descritto sopra.
Tra i pochi materiali che non seguono questo meccanismo vi sono:
- i metalli, che non permettono alla luce di entrare perché la riflettono o la assorbono violentemente (in uno spazio che di solito è inferiore ad una lunghezza d'onda della luce)
- i gas, i liquidi e le sostanze amorfe (vetri, polimeri come il plexiglas o il policarbonato), che di solito non hanno discontinuità interne
- i cristalli singoli, monocristallini, come un diamante o un cristallo di sale
- materiali molto speciali, come i tessuti che compongono la cornea e il cristallino degli occhi.
Questi materiali possono però riflettere (o trasmettere) diffusamente la luce se la loro superficie è irregolare, come quella di un vetro smerigliato, o, naturalmente, se la loro struttura omogenea si deteriora, come può avvenire per il cristallino degli occhi.

### Riflessione speculare
Molti materiali sono in grado di riflettere specularmente la luce, purché sia possibile "lucidare" la loro superficie, cioè eliminarne tutte le irregolarità che siano confrontabili con lunghezza d'onda della luce (frazioni di µm). Spontaneamente regolari, tra i materiali comuni, sono le superfici dei liquidi, che si dispongono con una superficie perfettamente piana, o comunque liscia, e il vetro, perché la sua struttura amorfa fa sì che le molecole, libere dalle rigide geometrie cristalline, durante la solidificazione possano seguire le tensioni superficiali, che impongono una superficie microscopicamente liscia. Solo i metalli, però, possono riflettere con efficienza la luce che li colpisce: nei normali specchi il materiale riflettente, infatti, è alluminio o argento. Tutti gli altri materiali comuni, anche se "lucidati a specchio", riflettono solo piccole frazioni di luce tranne che in condizioni particolari, come nei prismi di vetro usati in "riflessione totale" o in materiali complessi, appositamente strutturati, come la pelle argentea di molti pesci.
La riflessione diffusa da superfici bianche, invece, può essere molto efficiente nel ridare indietro pressoché tutta la luce ricevuta, perché deriva dalla somma di tutte le piccole riflessioni che vengono dagli strati superficiali del materiale.

### Riflessione mista
Se un oggetto diffondente ha una superficie microscopicamente regolare, si possono avere contemporaneamente sia riflessione diffusa che speculare, come gli oggetti lucidi non metallici: un piatto di ceramica, un mobile laccato, una ciliegia, un marmo levigato. Un oggetto bianco lucido in genere riflette non più del 5 o 10% della luce, e diffonde tutto il resto.

## Il colore degli oggetti
Finora abbiamo parlato di oggetti bianchi, che cioè non assorbono la luce. Ma lo schema esposto sopra vale anche se il materiale assorbe parzialmente la luce. In questo caso, i raggi diffusi perderanno alcune lunghezze d'onda durante il loro cammino all'interno del materiale e ne emergeranno colorati.
La diffusione, anzi, condiziona fortemente il colore degli oggetti, perché determina il cammino medio che la luce percorre nel materiale prima di uscirne e, quindi, quanto saranno assorbite le varie lunghezze d'onda. L'inchiostro rosso sembra nero, finché è nella sua boccetta: il suo colore vivo lo si vede solo quando lo mettiamo su una superficie che diffonde la luce (la carta). Questo avviene perché la luce che incide sulla carta entra in essa e cammina tra le sue fibre (e nell'inchiostro) solo per una frazione di millimetro, e attraversa quindi poco inchiostro, prima di uscirne. La luce che ci viene dalla boccetta, invece, ha percorso centimetri nell'inchiostro, e ha perso tutte le lunghezze d'onda, anche il rosso. 
E, se il materiale ha riflessione sia diffusa che speculare, di solito solo quella diffusa è colorata: una ciliegia riflette diffusamente il rosso, assorbe gli altri colori ed ha una riflessione speculare che è sostanzialmente bianca. E questo è un fatto generale: tranne che per i metalli, di regola la riflettività dei materiali dipende dalla differenza tra il loro indice di rifrazione e quello dell'aria. L'indice di rifrazione può cambiare con il colore (ed è questo che causa la dispersione cromatica da parte di un prisma), ma non molto, per cui tutti i colori sono riflessi all'incirca con la stessa intensità.
I riflessi dovuti ad altre cause possono invece essere colorati: quelli metallici, appunto, (oro, rame), quelli interferenziali (iridescenze, penne di pavone, ali di farfalle, elitre di coleotteri, rivestimenti antiriflesso di lenti)

## Riflessione diffusa e visione
Se ci guardiamo intorno, scopriamo che quello che permette al nostro occhio di formare un'immagine di quasi tutte le cose che ci circondano è la loro riflessione diffusa. Le eccezioni sono poche: vetri, liquidi, metalli, qualche riflesso da oggetti lucidi, e, naturalmente, le sorgenti che emettono luce, come il sole o le lampadine (nonché lo schermo che stiamo guardando in questo momento, che, comunque, emette luce diffusa). All'aperto, si aggiunge la luce diffusa dal cielo: quella blu che viene dall'aria per lo scattering di Rayleigh, quella bianca delle nuvole (scattering di Mie), quella variamente colorata del tramonto.
Tanto che si può senz'altro dire che la percezione della luce diffusa dalla superficie degli oggetti è il nostro più importante meccanismo di osservazione visiva.